# Syrphinae
Syrphinae (лат.) — подсемейство мух-журчалок.

## Экология
Личинки хищники, питающиеся тлями. Некоторые из них питаются исключительно одним видом (монофаги), другие — несколькими видами тлей. Представители трибы Pipizini специализируются на галловых тлях.
Взрослые мухи питаются нектаром и пыльцой растений с большими соцветиями и плоскими лепестками из семейств: Apiaceae, Asteraceae, Ranunculaceae и Rosaceae.

## Систематика
- Триба Bacchini
  - Argentinomyia  Lynch Arribalzaga, 1891
  - Baccha Fabricius, 1805
  - Leucopodella   Hull, 1949
  - Melanostoma  Schiner, 1860
  - Platycheirus  Lepeletier & Serville, 1828
  - Rohdendorfia Smirnov, 1924[1]
  - Spazigaster   Rondani, 1843
  - Syrphocheilosia  Stackelberg, 1964
  - Talahua   Fluke, 1945
  - Tuberculanostoma   Fluke, 1943
  - Xanthandrus Verrall, 1901[2]
- Триба Paragini
  - Paragus Latreille, 1804
- Триба Pipizini[3]
  - Claussenia  Vujić & Ståhls, 2013
  - Cryptopipiza Mutin, 1998
  - Heringia Róndani, 1856
  - Pipiza  Fallén, 1810
  - Pipizella  Róndani, 1856
  - Trichopsomyia  Williston, 1880
  - Triglyphus  Loew, 1840
- Триба Syrphini
  - Afrosyrphus  Curran, 1927
  - Agnisyrphus  Ghorpade, 1994
  - Allograpta  Osten-Sacken, 1875
  - Anu  Thompson, 2008
  - Asarkina  Macquart, 1834
  - Asiodidea Stackelberg, 1930
  - Austroscaeva Láska, Mazánek & Mengual,  2018
  - Betasyrphus  Matsumura, 1917
  - Chrysotoxum  Meigen, 1803
  - Citrogramma  Vockeroth, 1969
  - Dasysyrphus  Enderlein, 1938
  - Didea  Macquart, 1834
  - Dideoides  Brunetti, 1908
  - Dideomima  Vockeroth, 1969
  - Dideopsis  Matsumura, 1917
  - Doros  Meigen, 1803
  - Eosphaerophoria  Frey, 1946
  - Epistrophe  Walker, 1852
  - Epistrophella  Dusek & Laska, 1967
  - Episyrphus  Matsumura & Adachi, 1917
  - Eriozona  Schiner, 1860
  - Eupeodes  Osten-Sacken, 1877
  - Exallandra  Vockeroth, 1969
  - Fagisyrphus  Dusek & Laska, 1967
  - Flavizona  Huo, 2010
  - Giluwea  Vockeroth, 1969
  - Ischiodon  Sack, 1913
  - Lamellidorsum  Huo & Zheng, 2005
  - Loveridgeana  Doesburg & Doesburg, 1977
  - Leucozona  Schiner, 1860
  - Melangyna  Verrall, 1901
  - Meligramma  Frey, 1946
  - Meliscaeva  Frey, 1946
  - Notosyrphus  Vockeroth, 1969
  - Ocyptamus  Macquart, 1934
  - Parasyrphus  Matsumura, 1917
  - Pelloloma  Vockeroth, 1973
  - Pseudodoros  Hull, 1949
  - Rhinobaccha  Meijere, 1908
  - Salpingogaster  Schiner, 1868
  - Scaeva  Fabricius, 1805
  - Simosyrphus  Bigot, 1882
  - Sphaerophoria  Lepeletier & Serville, 1828
  - Syrphus  Fabricius, 1775
  - Vockerothiella  Ghorpade, 1994
  - Xanthogramma  Schiner, 1860
- Триба Toxomerini
  - Toxomerus  Macquart, 1855

Трибу Pipizini некоторые авторы выделяют в отдельное подсемейство Pipizinae.